# Baroskop
Baroskop je čidlo pro dálkové měření tlaku. Může měřit tlak dvoustavové nebo spojitě.
Běžně se například používá baroskop s elektrickým dvouhodnotovým signálem pro měření tlaku oleje automobilového spalovacího motoru.